# Kaspar Machauer
Kaspar Ignaz Machauer (* ca. März 1760; † 7. Dezember 1838 in Bruchsal; katholisch) war kurpfälzischer Beamter und wurde nach Auflösung der Kurpfalz in den badischen Staatsdienst übernommen, wo er eine Stelle innehatte, vergleichbar mit einem heutigen Landrat.
Machauer war seit 1792 kurpfälzischer Amtmann und Stadtschultheiß des Amtes Waibstadt. Aufgrund des Reichsdeputationshauptschlusses wurde die Kurpfalz aufgelöst und die rechtsrheinischen Gebiete kamen an Baden. Kaspar Machauer wurde nun Stabsamtmann beim neu geschaffenen badischen Stabsamt Waibstadt und 1804/05 gleichzeitig Amtmann des Amtes Neckarsteinach. 1806 wurde  er in dieser Funktion zum Oberamtmann befördert und am 31. Dezember 1809 zum zweiten Landamt Bruchsal versetzt. Durch die Neuorganisation der Ämter kam er am 10. Februar 1819 zum neu geschaffenen Oberamt Bruchsal und wurde am 29. Juni 1822 in den Ruhestand versetzt.